# Mary Emilie Holmes
Mary Emilie Holmes (Chester, 10 de abril de 1850 - Rockford, 13 de febrero de 1906) fue una geóloga y profesora estadounidense. Fue la primera mujer en obtener un doctorado en Ciencias de la Tierra en una universidad de los Estados Unidos y la primera en ser elegida como miembro de la Sociedad Geológica de Estados Unidos. Fue cofundadora de un seminario para mujeres negras que más tarde se convirtió en el Mary Holmes College, nombrado así en memoria de su madre.

## Primeros años y educación
Mary Emilie Holmes nació el 10 de abril de 1850 en Chester, Ohio. Fue la segunda hija del matrimonio formado por el clérigo Mead Holmes, ministro y misionero presbiteriano, y Mary D. Holmes. Su hermano, Mead hijo, era nueve años mayor. Cuando tenía tres años la familia se mudó a Manitowoc, Wisconsin, donde los Holmes hicieron trabajo misionero entre los nativos americanos locales y se convirtieron en abolicionistas. Su madre también dirigió un seminario femenino durante dos años.
Mary Emilie pronto mostró aptitudes para los idiomas y cuando tenía ocho años, al escuchar las lecciones de su hermano, aprendió los rudimentos del griego, el latín y el francés. También demostró un interés precoz en la ciencia, comenzó su primer herbario a los cinco años y convirtió el hogar familiar (y más tarde su propia casa) en un zoológico con su colección de animales domesticados, que llegaron a incluir ardillas, mapaches, topos, zorros, marmotas, un águila calva, búhos y varias aves pequeñas.
Su hermano murió repentinamente de una lesión vascular en abril de 1863 en Murfreesboro, Tennessee, mientras servía como soldado de la Unión durante la Guerra Civil. Al año siguiente la familia se mudó a Rockford, Illinois, donde el reverendo Holmes participó en la política local. Mary D. Holmes fue secretaria de la Junta Presbiteriana de Mujeres de las Misiones del Noroeste y trabajó activamente por el bienestar de los libertos después del final de la guerra.
Mary Emilie inició sus estudios en el Rockford Female Seminary a los 14 años y se graduó en 1868. Luego comenzó a enseñar caligrafía spenceriana en el seminario mientras continuaba estudiando para aprender a tocar el órgano, curso que terminó en 1870. Más tarde se unió a sus padres para trabajar con libertos bajo los auspicios de la Junta Presbiteriana de Misiones para Hombres Libres.

## Carrera
Mary Emilie Holmes regresó al seminario para enseñar Botánica y Química de 1877 a 1885; entre sus alumnas en este período estuvo la sufragista Jane Addams. Cuando el seminario comenzó a brindar la licenciatura en Artes en 1881-82, Holmes solicitó que se le concediera el título. Aunque algunos profesores consideraron que debía obtener el título sin necesidad de más cursos o exámenes, hubo cierto desacuerdo con esta postura, por lo que al final tuvo que presentar algunos exámenes antes de recibir su título en 1882. Dejó el seminario para hacer estudios de posgrado en la Universidad de Míchigan en 1885, donde obtuvo una maestría en 1886 y un doctorado en 1888. El tema de su disertación fue la morfología de los corales y su campo de estudio fue la Geología y la Paleontología. Fue la primera mujer en obtener un doctorado en Ciencias de la Tierra en una universidad de los Estados Unidos.
Holmes realizó una serie de viajes de investigación geológica de 1887 a 1892. Aunque la Geología era su área principal de investigación, también se ganó el respeto como botánica; para 1976, su nombre era el tercero en una lista de autoridades botánicas en un catálogo de plantas de Illinois. Acumuló una gran colección de especímenes científicos, que incluían más de mil pieles de pájaros y animales, más de dos mil conchas, varios cientos de laminillas y muchos fósiles, minerales y plantas, todos cuidadosamente catalogados y etiquetados. también fue una artista talentosa, pintó y dibujó una amplia gama de temas naturales.
Fue la primera mujer elegida para formar parte de la recién formada 
Sociedad Geológica de Estados Unidos en 1889, en parte para honrar su «investigación científica original y descubrimientos» y en parte porque había conseguido un título de doctorado de campo. Tres años más tarde impartió una conferencia ante el departamento de mujeres del equipo auxiliar de la Exposición Mundial Colombina de Chicago de 1893, donde exhortó sobre la importancia de integrar la Geología a la educación infantil a una edad temprana. Su carrera como científica fue muy corta, abarcando principalmente los años comprendidos entre 1885 y 1892; esto puede deberse en parte al hecho de que esta era una época en que las ciencias de la tierra se consideraban como un ámbito exclusivo de los hombres y había pocos precedentes de que las mujeres hicieran carrera en el campo. Sería la segunda mujer elegida para ser miembro de la Sociedad Geológica de Estados Unidos, Florence Bascom, quien se convertiría en la primera mujer estadounidense en hacer carrera como geóloga profesional y profesora universitaria.

## Activismo educativo y escritura
Holmes dirigió su atención a la educación y centró sus esfuerzos en las necesidades de los afroamericanos. A través de su membresía en la Junta Presbiteriana de Misiones para Hombres Libres, viajó dando discursos en apoyo de la educación para libertos a finales de la década de 1880. También se involucró con ellos en el intento de abrir una escuela para afroamericanos, la Academia Monticello, en Monticello, Arkansas. Sin embargo, las amenazas de muerte obligaron al primer director de la institución, el clérigo C. S. Mebane, a cerrar la escuela e irse de la ciudad. Después de la muerte de su madre en 1890, Marie Emilie y su padre comenzaron a planear la fundación de un nuevo seminario para jóvenes negras en honor a Mary D. Holmes. Sus aspiraciones se volvieron realidad en 1892 bajo los auspicios de la junta de misiones de la iglesia, que financió y supervisó el Seminario Mary Holmes durante sus primeros años en Jackson y más tarde en West Point, Misisipi. Su objetivo inicial era entrenar a las niñas para que se conviertan en amas de casa y líderes de la comunidad y de la Iglesia presbiteriana. Los primeros profesores y empleados eran blancos y las estudiantes a las que enseñaron variaban en el nivel educativo desde la escuela primaria hasta la secundaria. El plan de estudios se centró en tres áreas —«literaria, musical e industrial»— e incluyó cursos de literatura, gramática, historia, ciencias, matemáticas, música, estudios bíblicos y artes domésticas prácticas, como cocina y costura. El Seminario Mary Holmes sobrevivió a muchas vicisitudes, incluidos dos incendios catastróficos, hasta que finalmente evolucionó en el siglo XX y se convirtió en una universidad históricamente negra y coeducacional de dos años llamada Mary Holmes College. Holmes hizo un gran esfuerzo para recaudar fondos para reconstruir el seminario después de cada uno de los incendios, incluso sirvió brevemente como su presidenta después del segundo.
A lo largo de su vida, Holmes participó activamente en la Iglesia presbiteriana, sirviendo como organista por mucho tiempo para la Iglesia presbiteriana de Westminster en Rockford y ejerciendo diversas funciones en la iglesia, incluida la presidencia de la Sociedad Misionera de Mujeres de la Iglesia de Westminster (una cargo que su madre había ocupado antes que ella). Las integrantes de esta sociedad recaudaron dinero para las escuelas cristianas y para apoyar a las maestras misioneras. También escribieron una novela colaborativa titulada His Father's Mantle (1895), la historia de una pareja de misioneros en el noroeste del Pacífico. Holmes debe haber disfrutado de esta experiencia ya que posteriormente se unió a otra novela colaborativa escrita por un grupo diferente, la obra se tituló Aida Rocksbege and the White Stone (1897), es la historia de una mujer que descubre que tiene en parte ascendencia afroamericana y, posteriormente, dedica su vida a establecer una escuela para niños negros pobres en una zona rural del Sur. Algunos académicos sostienen que es parcialmente autobiográfica.
Holmes murió en su casa el 13 de febrero de 1906 a la edad de 55 años, precediendo a su padre por unos meses y dejando atrás «una de las mejores colecciones privadas de ciencia en el oeste». Se cree que continuó con su trabajo por el bienestar de los libertos hasta poco antes de su muerte.